# Wilhelm Münnich
Wilhelm Münnich, eigentlich Guillermo Enrique Münnich Thiele (* 31. März 1876 in Valparaíso; † 20. Mai 1948 ebenda), war ein chilenischer Mediziner.

## Leben
Wilhelm wurde als Sohn des gleichnamigen Apothekers (Guillermo Münnich Frick) und dessen Frau Henrike Thiele (Enriqueta Thiele Pfarre) aus Valdivia geboren. Er studierte nach dem Besuch des Gymnasiums in Valparaíso Medizin an der Universidad de Chile in Santiago de Chile. Während seines Studiums war er 1896 einer der Gründer der Burschenschaft Araucania und befasste sich mit seinen Studienkameraden mit Prel und Nietzsche. Er war Reserveoffizier der Kavallerie im Leibregiment des Präsidenten. Ab 1903 absolvierte er seine Facharztausbildung der Chirurgie in Berlin und arbeitete unter anderem an der Bergmannschen Klinik. Ernst von Bergmann empfahl ihm Anton von Eiselsberg, weshalb Münnich nach Wien ging; später nach Breslau zu Johann von Mikulicz. Er wurde Assistent bei Ferdinand Sauerbruch und war ab 1906 wieder zurück in Chile.
Beim Erdbeben vom 17. August 1906 bei Valparaíso behandelte er zahlreiche Opfer. Münnich war mit dem chilenischen Präsidenten Pedro Montt Montt befreundet, den er 1910 als persönlicher Arzt auf der Schiffsreise zur Kur und Behandlung nach Bad Nauheim begleitete, wo Montt allerdings nie ankam, weil er unmittelbar nach der Ankunft in Bremen im Hotel starb. Gemeinsam mit Christoph Martin war Münnich 1916 Mitgründer des Deutsch-Chilenischen Bundes und setzte sich zeitlebens für das Deutschtum in Chile ein.
Münnich war 40 Jahre lang Direktor des Deutschen Hospitals in Valparaíso, das als ältestes deutsches Krankenhaus in Chile 1875 von einer Gruppe aus 71 deutschen Honoratioren gegründet worden war und bis 2010 bestand. Außerdem leitete er das große städtische Krankenhaus in Valparaíso. Er war auch Direktor der Banco Edwards und mehrerer sozialer Organisationen sowie Präsident der Asociación Médica, des örtlichen Ärzteverbands. Er wurde Ehrenmitglied und korrespondierendes Mitglied zahlreicher chilenischer und ausländischer wissenschaftlicher Gesellschaften.
1926 wurde Münnich für eine Amtszeit Intendent (Provinzgouverneur) der Provinz Valparaíso und kümmerte sich auch international um den wirtschaftlichen Aufbau Chiles, insbesondere im Bankwesen, in der Industrie und der Landwirtschaft. So war er im Vorstand der Nationalen Landwirtschaftlichen Gesellschaft Sociedad Nacional de Agricultura tätig und verwaltete seinen Besitz Fundos Puchuncavi, der sich als Musterbetrieb der Veredlung des chilenischen Rasseviehs widmete. 1939 verfasste er das Vorwort zu dem Buch Eugenesia seines Kollegen Hans Betzhold (Juan Betzhold Hess, 1897–1951), das als Grundlagenwerk für die Anwendung der Eugenik in Chile konzipiert war und das Ziel verfolgte, durch Veredlung der „chilenischen Rasse“ mit Hilfe restriktiver eugenischer Maßnahmen eine Art „chilenischen Übermenschen“ hervorzubringen. Durch sein Renommee verschaffte Münnichs Vorwort den Gedanken Betzholds, die Einfluss auf die chilenische Medizingesetzgebung der 1940er Jahre erlangten, fachliche Anerkennung und Aufmerksamkeit.
Wilhelm Münnich war mit Helene Kunstmann (Elena Kunstmann Münnich) verheiratet, mit der er den 1918 geborenen Sohn Guillermo Munnich Kunstmann bekam.